# La Budellera
La Budellera és una masia de Vallvidrera (Barcelona), catalogada com a bé amb elements d'interès (categoria C) i inclosa a l'Inventari del Patrimoni Arquitectònic de Catalunya.

## Història
El 1764 el propietari n'era un tal Josep Prats, sombrerer de Barcelona, i el 1783 els seus hereus vengueren la finca a Joan Gaudi Mestre i Sirós, sastre de Barcelona. L'any següent, aquest va adquirir una altra finca de terra contigua, i a la seva mort fou succeït pel seu fill Antoni Mestre i Demestre, que el 1823 va adquirir en emfiteusi a Francesc Margenat i Cuyàs l'anomenat bosc de n'Anglí.
Poc després, Antoni Mestre es va declarar en concurs de creditors, i el 1830, les finques sortiren a subhasta pública, essent adquirides el 1877 per Francesc Viñamata i Garriga, que el 1880 la vengué a Llorenç Bosch i Margenat, escrivà del jutjat que portava la causa del concurs. Aquest amplià la propietat amb altres finques veïnes, i a la seva mort el 1906 fou succeït per la seva vídua Rosa Viñamata i Vilaseca (1843-1909), cosina de Francesc, que aquell mateix any l'oferí, juntament amb Ca n'Estisora, a l'Ajuntament de Barcelona, que havia convocat un concurs d'adquisició de terrenys per a fer-hi parcs. La compra, efectuada el 1911 a Anna Maria del Carme Bosch i Viñamata i Josep Viñamata i Nochetti (que havia comprat la seva part a Josep Bosch i Viñamata), va incloure la font de la Budellera però no la masia i els terrenys circumdants.
Als anys 1960, la masia (reformada el 1920 per l'arquitecte Josep Masdéu i Puigdemasa) passà a mans de l'americà Woodland Khaler i la seva esposa Olga, una aristòcrata russa, que ostentaven el títol de marquesos de Sant Innocence, i des dels anys 1970, és propietat de Faust Serra de Dalmases, casat amb Maria Saval i Bierge, que tenen cura de la finca.
La capella és del 1783 i el poble tingué molta devoció a la seva titular, la verge de la Divina Pastora, a la qui acudia a fer rogatives per tal d'allunyar la plaga d'eruga que envaïa aquells paratges.

## Descripció
És una bona mostra de masia catalana, orientada a migdia. La façana central té dos portals amb arcs rebaixats, dos balcons amb farratges artístics i un altre que dona pas a una galeria i quatre finestrals amb arquets a l'altura del segon pis o estudi.
La coberta és de tres vessants, coronada per una torratxa-mirador. En un dels laterals hi ha una galeria porxada. La masia té un entorn enjardinat a diversos nivells i independències annexes. A l'altre lateral hi ha la capella, amb dos petits campanars d'espadanya, portal d'arc rebaixat i un rosetó damunt.
Interiorment la masia està molt ben decorada i conté moltes obres d'art, alternant l'art popular amb el sumptuari.